# Прапор

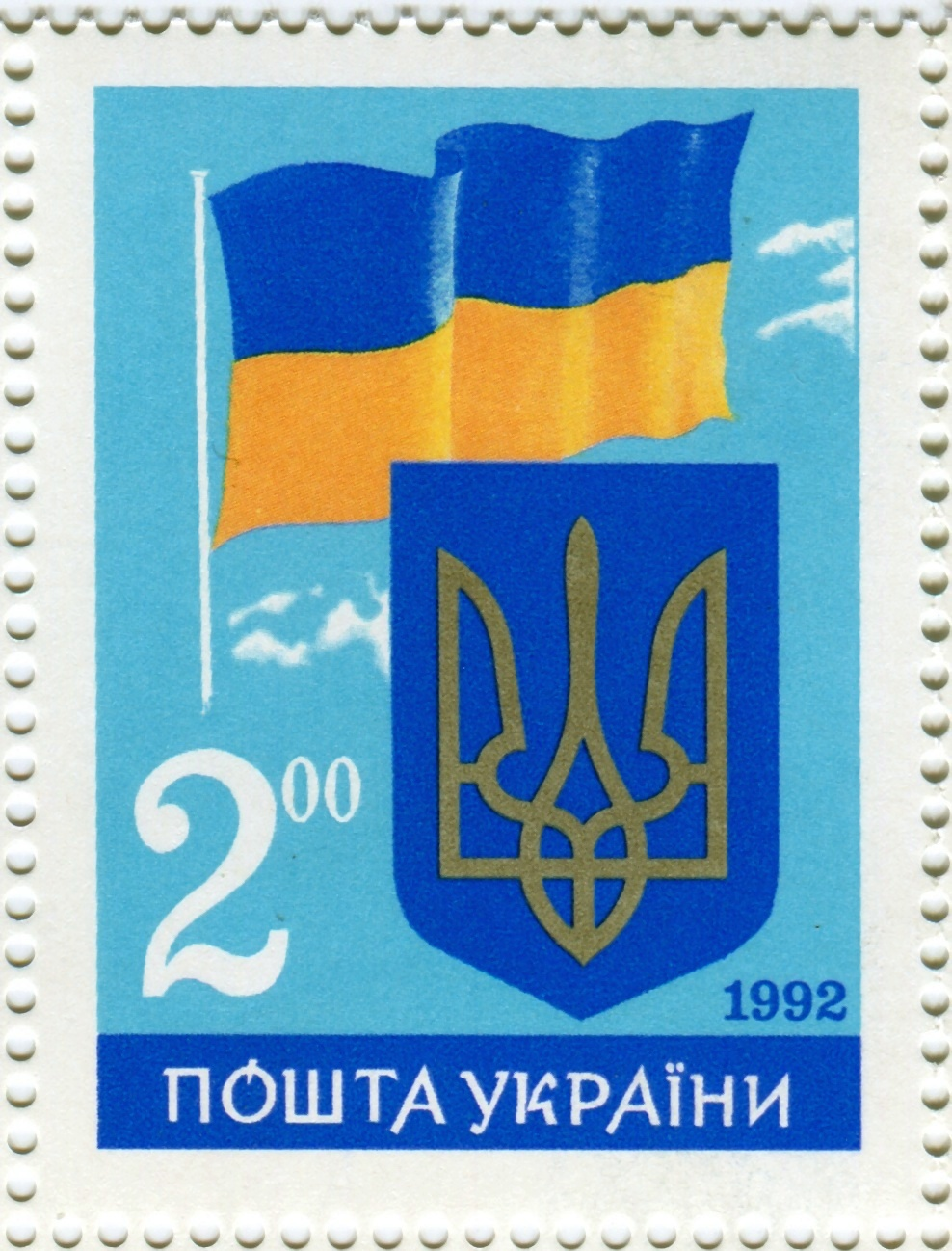
Марка Укрпошти «Перша річниця незалежності України. Державний Герб та Державний Прапор України». 1992 р.

Способи вивішування прапорів

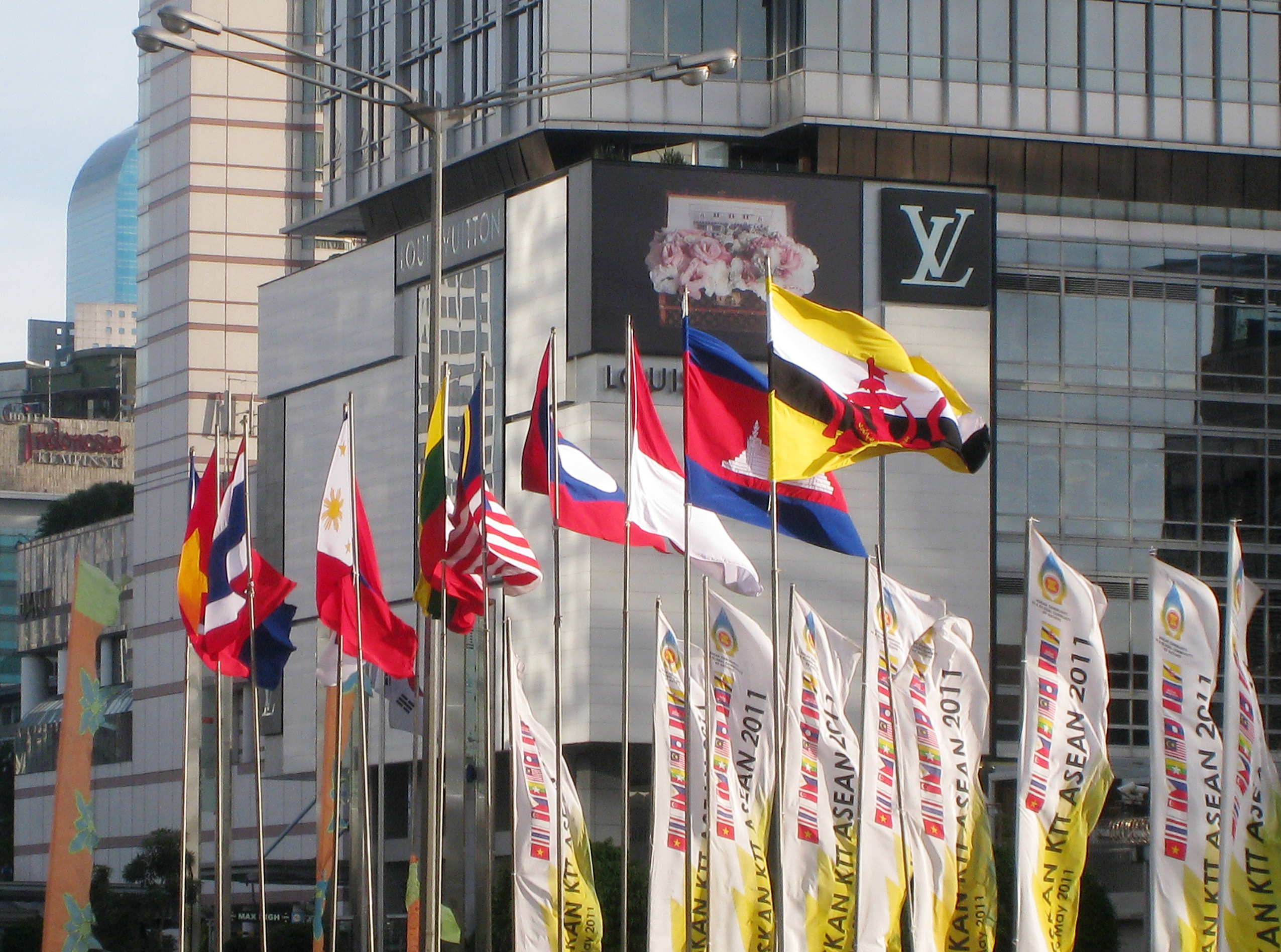
Прапори держав АСЕАН

Пра́пор, уроч. стяг — графічне зображення незалежної країни та її вільних громадян; полотнище правильної геометричної (найчастіше, прямокутної) форми, підвішене на жердині, або щоглі, що зображує певну комбінацію кольорів і символів та зазвичай використовується для ідентифікації (держав, регіонів, міст, організацій, військових з'єднань) та сигналювання. Вивченням прапорів займається наука вексилологія.
Опис державного прапора фіксується в законодавчому порядку, здебільшого в конституції, — офіційна емблема держави, символ її суверенітету. Традиційно прапори країн світу мають прямокутну форму, винятком є тільки прапор Непалу. Прапори Ватикану й Швейцарії квадратні.
У законодавстві багатьох країн визначений особливий порядок поводження і захисту прапорів, а осквернення прапора є злочином.

## Етимологія
Слово «прапор» запозичене ще в давньоруські часи зі староцерковнослов'янської мови, де прапоръ походить від прасл. *роrроrъ (відповідає питомому д.-рус. поропоръ).
Слово «стяг» (д.-рус. стягъ) певної етимології не має, здебільшого вважається германізмом (пор. дав.-ісл. stǫng, ст.-швед. stang («жердина», «кіл»), дав.-в.-нім. і дав.-н.-нім. stanga, давн-англ. stenga («древко», «жердина», пор. «стеньга»). Існують також версії питомо слов'янського походження слова, які або пов'язують його з прасл. stogъ («стіг», пор. «стожар»), або виводять його від дієслова «стягатися» — бо біля стяга збиралися в єдиному місці («стягалися») задля подальших військових дій.

## Історія походження та розвитку прапора

### Доісторичні часи
Походження сучасного прапора бере початок з далеких доісторичних часів. Колись в давнину, люди проживали досить малими групами, часто переміщуючись з місця на місце у пошуку здобичі. А для полювання на великих тварин об'єднувались у більші когорти. З часом, оцінивши переваги від об'єднаного полювання та відчувши інші вигоди від спільного проживання, вони почали об'єднуватись у більші групи. А для справедливого розв'язання суперечок, що часто виникали між ними, з-поміж себе вибирали ватажка. Такий лідер також повинен був розумно управляти всією групою.
Цікавим є те, що прототип першого прапора виступав як один із символів влади такого ватажка. Для того, щоб відрізнятись від решти, та в знак довіреної йому влади, цей лідер носив спеціальний головний убір та тримав довгу обдекоровану палицю—жезл. На вістрі цього жезлу містився його родовий символ. Такий жезл — символ влади ватажка вважають прототипом сучасного прапора. Коли виникала необхідність зібратись всім разом, чи при появі загальної небезпеки, такий жезл виконував ще й іншу функцію. Видимий здалеку, він вказував на місце збору. А під час бою з ворогом, вістря такого прото-прапора вказувало на напрямок атаки.

### Вексилоїд

Римський вексилум

Доісторичний прототип прапора відомий як «вексилоїд» (англ. vexilloid) — «прапороподібний». Перша частина цього англійського терміна походить від лат. vexillum («вексилум», «хоругва»), звідси походить і термін «вексилологія» (англ. vexillology — від лат. vexillum + грец. λογία) — наука про історію, символізм та використання прапорів. Векселоїд, перший прототип прапора — довга жердина, що зверху закінчувалась різьбленим елементом — родовим символом ватажка. Зазвичай це були зображення тварин. Пізніше до векселоїдів почали додавали полотнище тканини, радше як елемент декорації. В такий спосіб вони починали набирати вигляду сучасного прапора.

### Стародавній Китай
У часи Древнього Китаю (виникнення шовкових тканин) прапор отримав такий зовнішній вигляд, яким ми його знаємо сьогодні.
Продовження історії розвитку прапора відбулось в часи Стародавнього Китаю, коли там винайшли технологію виготовлення шовку. Ця міцна та легка тканина була ідеальною для використання в прапорах, які мали такий самий вигляд, що й сьогодні. І на відміну від векселоїдів, що використовувались раніше, такий прапор набагато зручніше було носити з собою. До того ж, полотнище такого прапора було більш видиме з великої відстані. То ж відтоді, для різних сигнальних функцій почали використовувати прапор — шматок шовкової тканини, прикріпленої до жердини. Із стародавнього Китаю таке використання прапора поширилось спочатку до прикордонних країн, Монголії, Японії, Індії, Персії, Південно-східної Азії, Стародавньої Греції, потім перейшло до Римської Імперії і врешті-решт до Європи.

### Перська імперія

Штандарт королів

У Перській імперії, за часів династії Ахеменідів (559-330 до н. е.), як прапор використовувався легендарний «Штандарт королів» (перс. Derafsh Kaviani). Пізніше за часів правління династії Сасанідів (224-651) штандарт мав інший вигляд. Він також виступав як символ держави Сасанідів — «Королівство Іран» (перс. Ērānšāhr). Тому можна вважати, що це був перший національний прапор Ірану.

### Римська імперія
У Римській імперії легіони також мали свої символи. Спочатку штандартами Римських Легіонів не були прапори, а вирізьблені символи. Для прикладу, символом десятого легіону Цезаря Августа був орел. Це зображення орла було прикріплене до жердини, яку прапороносець тримав під час битви. Натомість війська Дакії як штандарт мали дракона з гнучким хвостом, що колихався на вітрі. Римляни запозичили це і пізніше всі римські легіони мали такі штандарти, які розвіювались на вітрі. На малюнку вказано легендарний римський штандарт із надписом SPQR (лат. Senātus Populus que Rōmānus — «сенат та громадяни Риму»).

### Середньовіччя
У середні віки прапори використовувались для різноманітного призначення та часто виступали як символи для численних знатних родів, виробничих гільдій, різноманітних міст, релігійних утворень тощо. Прапори також використовувались військами для ідентифікації на полі бою та подавання тактичних команд. Прапор рідко символізував окремих лідерів: в Європі, прапори — символи цілих монархій та князівств; в Японії — самураїв; в Китаї — всю армію імператора.

### Мореплавство

Синій кормовий прапор (1707—1801)

Розвиток мореплавання — виникнення різноманітних сигнальних систем із застосуванням прапорів
З розвитком мореплавання прапор став звичним явищем для мореплавців. Пізніше була встановлена вимога щоб на кораблі висів прапор, що вказував на національну приналежність судна. Це стало юридичною нормою. В ті часи прапор також служив основним засобом спілкування між кораблями. Внаслідок цього, виникли різноманітні системи сигналів з використанням прапорів. Впродовж свого розвитку прапори, що використовувались на кораблях еволюціонували зрештою, на військово-морські та національні прапори, що існують до сьогодні.

## Види прапорів

### Військові прапори

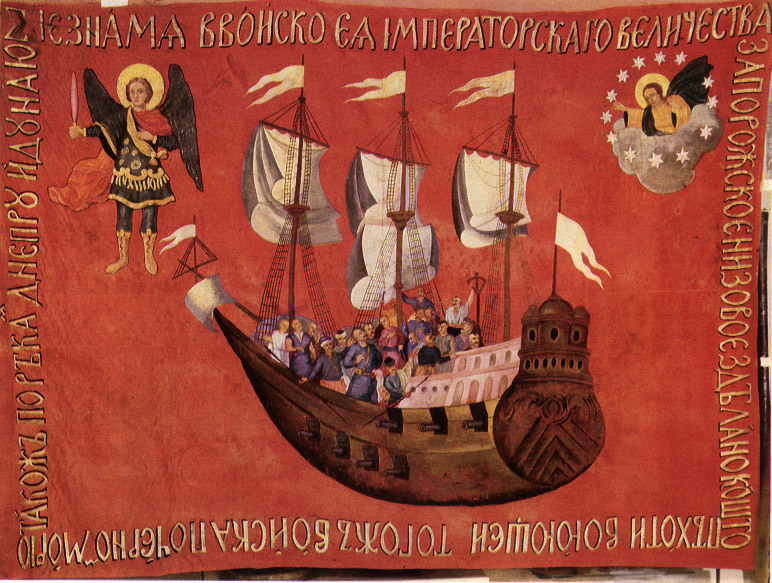
Козацька корогва

Коли європейських лицарів витіснили централізовані армії, прапори перетворились на засіб ідентифікації не лише національної приналежності військових, але й були символами окремих військових формувань. Національний прапор та прапор військового підрозділу став потужним джерелом виховання почуття патріотизму та підняття військового духу. Військові прапори перетворились на об'єкти захоплення та захисту. То ж, прапори військових підрозділів почали нести в собі підвищену особисту небезпеку для тих, хто їх носив. Через це під час Першої світової війни військові прапори забрали з поля битви. З того часу прапори військових підрозділів використовують лише під час церемоній.
Посаду прапороносця виконували молодші офіцери, звідси походять найменування кількох військових звань — прапорщик, хорунжий, корнет, енсин, а також давньоримський драконарій.

### Етнічні прапори
Етнічний прапор — прапор, що є символом певного народу або етнічної групи. Такі прапори використовуються національно-культурними організаціями та національно-визвольними рухами. Вони можуть бути ідентичними прапорам національних автономій цих народів, їхніх історичних держав або районів їхнього проживання, а після здобуття незалежності — ставати державними прапорами.

## Методи виготовлення прапорів
Існує три способи виготовлення прапорів. Ці методи залежать від складності самого прапора, а також зображення, якщо таке міститься на прапорі. Методи виготовлення прапорів:
1. Метод зшивання тканин. Більшість державних прапорів можна виготовити зшиваючи кольорові тканини. Цей метод виготовлення підходить для тих прапорів, які мають декілька кольорів та не мають додаткового зображення. Наприклад, це прапор України, Польщі, Росії тощо.
2. Метод двостороннього термо-сублімаційного друку на прапорній тканині. Використовується якщо прапор містить складні елементи зображення. Наприклад прапор Великої Британії, США тощо.
3. Комбінований метод: поєднання елементів прапора, виготовлених методом термо-сублімаційного друку з використанням кольорових тканин. Такими прикладами є прапор Канади, Молдови, тощо[7].